# Telč
Telč é uma cidade localizada na região de Vysočina, distrito de Jihlava, na República Checa.